# 共敖
共敖（？—前204年），中國秦末漢初人，第一代臨江國王。

## 生平
共敖，秦南郡人。秦末民變领袖。秦朝末年，任楚懷王熊心柱國。
前206年，項羽攻入咸陽，因其攻取南郡有功，受項羽封為臨江王，立都於江陵（今湖北江陵），領故秦南郡地(今湖北省大部)。
不久，受項羽密令與衡山王吳芮、九江王英布擊殺義帝赴郴（今湖南郴州）的途中。
楚漢戰爭開始後，臨江國雖屬項羽陣營，卻不出兵支援項羽對劉邦的戰事。
漢高祖三年（前204年）七月死，子共尉襲位。